# حياد طبي
يشير الحياد الطبي إلى مبدأ عدم التدخل بالخدمات الطبية في أوقات النزاع المسلح والاضطرابات المدنية: يجب السماح للأطباء برعاية المرضى والجرحى، ويجب أن يتلقى الجنود الرعاية بغض النظر عن انتماءاتهم السياسية؛ ويجب على جميع الأطراف الامتناع عن مهاجمة المرافق أو وسائل النقل الطبية أو الموظفين العاملين في المجال الطبي، أو إساءة استخدام أي مما ذكر. استُمدت المفاهيم التي شكلت مبادئ الحياد الطبي من القانون الدولي لحقوق الإنسان وأخلاقيات مهنة الطب والقانون الإنساني. يمكن اعتبار الحياد الطبي نوعًا من أنواع العقد الاجتماعي الذي يُلزم المجتمعات بحماية العاملين في المجال الطبي في أوقات الحرب والسلم على حد سواء، ويُلزم العاملين في المجال الطبي بمعالجة جميع الأفراد بغض النظر عن الدين أو العرق أو الإثنية أو الانتماء السياسي. تعتبر انتهاكات الحياد الطبي جرائم وضحتها نصوص اتفاقيات جنيف.

## خلفية تاريخية
لمبدأ الحياد الطبي جذور في الكثير من التقاليد الاجتماعية.
- يعود تاريخ قسم أبقراط، الذي يُلزم الأطباء بالممارسة الأخلاقية للطب، إلى القرن الخامس.[1]
- ترد فكرة «عدم الإضرار» في «الطب اليهودي والإسلامي، وكذلك في الطب الصيني والهندي».[2]
- اتفاقيات جنيف (أساس القانون الإنساني الدولي، وتدعمها اللجنة الدولية للصليب الأحمر وتصونها):
  - كتب هنري دونانت اتفاقية جنيف الأولى بعد مواجهة صعوبة بالغة في علاج الجنود الجرحى في معركة سولفرينو.[3]
  - أنشأت اتفاقيات جنيف الأولى الصليب الأحمر، وحددت الخطوط العريضة لحماية العاملين في المجال الطبي في أوقات الحرب، ودونت قواعد حماية المواطنين والجنود والعاملين في المجال الطبي، إلخ.
  - وفق اتفاقية جنيف الأولى، يجب ألا تظهر أي «عقبة أمام الأنشطة الإنسانية» و«يجب احترام ] المرضى والجرحى [وحمايتهم في جميع الظروف».[4]
  - تطالب المادة 19 بمنع الاعتداء على الوحدات الطبية، أي المستشفيات والمرافق الطبية المتنقلة في أي ظرف.[5]
  - أُنشئ إعلان جنيف ليكون تعديلًا لقسم أبقراط في 1948، وذلك استجابة للتجارب البشرية على السجناء النازيين.

## انتهاكات الحياد الطبي
يُنتهك الحياد الطبي عندما يتعرض العاملون في الرعاية الصحية أو المرافق الصحية أو المرضى للهجوم أو عندما لا يُسمح للمتخصصين الطبيين بتقديم العلاج. من الأمثلة على ذلك:
- الاعتداء على المستشفيات
- الاعتداء على المرضى
- الاعتداء على العاملين في المجال الطبي
- الاعتداء على وسائل النقل الطبي
- إساءة استخدام المرافق الطبية
- انتهاك أخلاقيات مهنة الطب من قبل العاملين في المجال الطبي
- استخدام المشافي أو المرافق الطبية لأغراض قتالية، مثل إطلاق النار أو إطلاق الصواريخ، على المدنيين من المرافق الطبية
- استخدام المرافق الطبية لإيواء الأسلحة أو الجنود
- استخدام المرافق الطبية لأغراض أخرى غير المساعدة الطبية و/أو مساعدة الناس

## انتهاكات الحياد الطبي المسجلة

### غزة (2021)
خلال القصف الإسرائيلي لغزة في مايو 2021، دمرت الغارات الجوية أجزاءً من عيادة مخصصة لرعاية مرضى الرضوض والحروق تابعة لمنظمة أطباء بلا حدود. لم تسفر الغارات عن إصابة أي شخص داخل العيادة لكنها دمرت غرفة تعقيم وألحقت أضرارًا بمكان مخصص للانتظار. ودمرت الغارات الطريق المؤدي إلى العيادة ما أعاق الوصول إليها. أُغلقت العيادة اضطراريًا. أدت الغارات الجوية إلى قتل طبيبين بارزين في غزة. قُتل الدكتور أيمن أبو العوف، رئيس قسم الطب الباطني في مستشفى الشفاء، مع 12 فردًا من أسرته الممتدة بعد غارة جوية على منزله في 16 مايو 2021. وقُتل الدكتور معين أحمد العالول، وهو طبيب أمراض عصبية نفسية يبلغ من العمر 66 عامًا، في منزله خلال هجمات الوحدة.

### تايلاند (2021)
خلال الاحتجاج المؤيد للديمقراطية في 13 فبراير 2021، أظهرت لقطات مصورة شرطة مكافحة الشغب التايلاندية وهي تضرب متطوعًا طبيًا، رغم ارتدائه سترة خضراء تُبين أنه يعمل بصفة متطوع يقدم الخدمات الطبية لكلا الطرفين.

### ميانمار/بورما (2020 و2021)
ظل الصراع العرقي والأهلي جزءًا مستمرًا من المجتمع البورمي/الميانماري الحديث، واستخدم التاتماداو (الجيش البورمي) ذريعة الإغلاق بسبب كوفيد-19 لإجبار مجموعات السكان الأصليين المحلية سرًا على العمل لصالحهم، ومواصلة الهجمات على مراكز الرعاية الصحية الموجودة في مناطق النزاع والتي تخدم المجتمع العام، وقصف مؤخرًا قاربًا للصليب الأحمر يحمل إمدادات طبية وهو ما لقي إدانة دولية. بعد الانقلاب العسكري في 2021، وخلال حملات القمع ضد المتظاهرين السلميين، استهدف الجيش المسعفين وسيارات الإسعاف التي حضرت لرعاية المرضى الإسعافيين، وقوبل الفعل بإدانة اتحاد الأطباء العالمي. وأعرب مجلس الأمن التابع للأمم المتحدة عن قلقه العميق إزاء القيود المفروضة على العاملين في المجال الطبي.

### تشيلي (2019)
منذ اندلاع الاضطرابات المدنية في أكتوبر2019، ظهر رد فعل عنيف تجاه قوات الشرطة والجيش بسبب عدم احترامها المتطوعين الطبيين الذين يساعدون المتظاهرين المصابين. وقعت الحالة الأكثر شهرة وتوثيقًا حتى الآن يوم الجمعة 15 نوفمبر 2019. مُنعت سيارة إسعاف من نقل شخص يعاني من سكتة قلبية خلال احتجاج سلمي في بلازا دي لا ديغنيداد. تعرض المتطوعون الطبيون الذين كانوا يقدمون الرعاية لهذا المريض إلى إطلاق رصاص كارابينيروس المطاطي والغاز المسيل للدموع وشاحنات المياه. وُضع المتطوعون في خطر وأُعيقت جهودهم لإنعاش المريض. أصيب أحدهم بجرح في ساقه. أدت عدم قدرة الفريق الطبي على رعاية المريض ونقله إلى المستشفى إلى موته.

### أفغانستان (2015)
في 3 أكتوبر 2015، قتلت الغارات الجوية الأمريكية 42 شخصًا ودمرت مستشفى للحوادث تابع لمنظمة أطباء بلا حدود في قندوز أفغانستان. احترق الكثير من المرضى في المستشفى أحياء في أسرّتهم إذ قامت طائرة حربية أمريكية من طراز إيه سي-130 بالمرور عدة مرات وإطلاق النار على المستشفى من الجو. لم يُلبَّ طلب منظمة أطباء بلا حدود بإجراء تحقيق مستقل. حقق الجيش الأمريكي في القضية بنفسه، واتخذ في نهاية المطاف إجراءات تأديبية ضد اثني عشر من أعضاء في الخدمة. لم تتبع ذلك أي ملاحقات جنائية.

### البحرين (2011 و2012)
تضمنت حملة القمع التي شنتها الحكومة البحرينية ضد انتفاضة البحرين في 2011 و2012 انتهاكات واسعة النطاق للحياد الطبي. كشف تقرير استقصائي صادر عن منظمة أطباء من أجل حقوق الإنسان أن الكثير من الأطباء تعرضوا للهجوم أو السجن. سيطرت قوات الأمن البحرينية على المرافق الطبية ومنعت المرضى من تلقي العلاج وأساءت استخدام خدمات الإسعاف واستجوبت المرضى الجرحى بعنف. في سبتمبر 2011، حُكم على 20 عاملًا طبيًا في البحرين بالسجن لمدة تصل إلى 15 عامًا لمعالجتهم المتظاهرين. أدان الأمين العام للأمم المتحدة بان كي مون وجماعات حقوق الإنسان مثل أطباء من أجل حقوق الإنسان هذه الأحكام على الفور. أمرت الحكومة البحرينية بإعادة محاكمة الأطباء في محكمة مدنية، استجابةً للضغوط الدولية على ما يبدو، ولم يُبت بالحكم بعد.

### مصر (2011)
خلال الاضطرابات السياسية في 2011، هاجمت قوات أمن الدولة المتظاهرين والعيادات الميدانية ما أدى إلى إصابة وقتل الكثيرين. حتى أن أحد ضباط أمن الدولة ارتدى زي طبيب وأطلق رصاصات قاتلة على مصابين في عيادة ميدانية خارج ميدان التحرير. صودرت الإمدادات الطبية من قبل «ضباط الجيش وأُحرقت خيام المستشفيات الميدانية خلال غارة على ميدان التحرير».

### ليبيا (2011)
خلال الحرب الأهلية الليبية في 2011، وثقت جماعات حقوق الإنسان انتهاكات للحياد الطبي إلى جانب الكثير من الانتهاكات الجسيمة الأخرى لحقوق الإنسان. أجرت منظمة أطباء من أجل حقوق الإنسان تحقيقات داخل ليبيا في 2011 ووجدت أن الجيش هاجم المستشفيات ودمرها. أفاد الكثيرون من شهود العيان بأن قوات القذافي هاجمت سيارات إسعاف تقل مقاتلين مصابين، على الرغم من أن سيارات الإسعاف كانت تحمل شعار الهلال الأحمر. اختطفت قوات القذافي عاملين في المجال الطبي واستخدمت القوات العسكرية الناس ليكونوا دروعًا بشرية.